# Wäinö Wickström
Wäinö Waldemar Wickström (ur. 19 stycznia 1890 – zm. 13 lutego 1951) – fiński łyżwiarz szybki, brązowy medalista mistrzostw świata i Europy.

## Kariera
Największy sukces w karierze Väinö Wickström osiągnął w 1914 roku, kiedy zdobył brązowy medal podczas wielobojowych mistrzostw świata w Oslo. W poszczególnych biegach tylko raz stanął na podium, w biegu na 10 000 m zajmując drugie miejsce za Rosjaninem Wasilijem Ippolitowem. Na pozostałych dystansach zajmował szóste miejsce na 500 m, czwarte na 5000 m oraz piąte na 5000 m. W końcowej klasyfikacji wyprzedzili go tylko Oscar Mathisen z Norwegii i Wasilij Ippolitow. Na rozgrywanych rok wcześniej mistrzostwach świata w Helsinkach był czwarty, przegrywając walkę o medal z Rosjaninem Nikitą Najdienowem. W żadnym z biegów nie znalazł się w czołowej trójce. Czwartą pozycję zajął również na mistrzostwach Europy w Wyborgu, gdzie jego najlepszym wynikiem było czwarte miejsce w biegu na 10 000 m. Tym razem w alce o podium lepszy był Oscar Mathisen.